# Action chrétienne en Orient
Pour les articles homonymes, voir ACO.
Action chrétienne en Orient (ACO) est une association française qui œuvre auprès des Églises protestantes au Moyen-Orient depuis 1922.

## Histoire
L'Action chrétienne en Orient est fondé en 1922 à Strasbourg par le pasteur alsacien Paul Berron. Pendant la Première Guerre mondiale, du fait de l'occupation de l'Alsace-Lorraine; il est aumônier militaire de l'armée prussienne dans la Syrie ottomane. Il est témoin du génocide arménien. Après la guerre, et le mandat français en Syrie et au Liban, il fonde l’Église du Christ à Alep.
L'ACO une société missionnaire, qui soutient les minorités protestantes au sein des chrétiens d'Orient, eux-mêmes minorités dans la région. Elle développe les œuvres éducatives et sociales, les relations œcuméniques et le dialogue islamo-chrétien,. En 1995, elle fonde l'ACO Fellowship, fédération d'associations nationales, aux Pays-Bas, en Suisse, au Liban, en Syrie, en Irak et en Iran,.
L'ACO est en convention avec l'Union des Églises protestantes d'Alsace et de Lorraine (UEPAL) et est membre de la Fédération protestante de France (FPF). Son président est Mathieu Busch, pasteur de l’UEPAL. Sa publication annuelle, fondée en 1923, s'appelle Le Levant. Morgenland.